# Souspierre
Souspierre – miejscowość i gmina we Francji, w regionie Owernia-Rodan-Alpy, w departamencie Drôme.
Według danych na rok 1990 gminę zamieszkiwało 99 osób, a gęstość zaludnienia wynosiła 19 osób/km² (wśród 2880 gmin regionu Rodan-Alpy Souspierre plasuje się na 1522. miejscu pod względem liczby ludności, natomiast pod względem powierzchni na miejscu 1500.).